# برارحة
برارحة قرية مغربية أمازيغية شمال المملكة، تنتمي إلى إقليم تازة الساحلي، شرقي مدينة فاس، تضم بلدة برارحة 9.065 نسمة (إحصاء 2004).